# Johann Pallavicini
Johann markrabě Pallavicini (18. března 1848 Padova, Itálie – 4. května 1941 Pusztaradvány, Maďarsko) byl rakousko-uherský diplomat ze šlechtické rodiny italského původu. Vynikl především jako dlouholetý rakousko-uherský velvyslanec v Turecku, tuto funkci zastával až do konce první světové války (1906–1918).

## Životopis

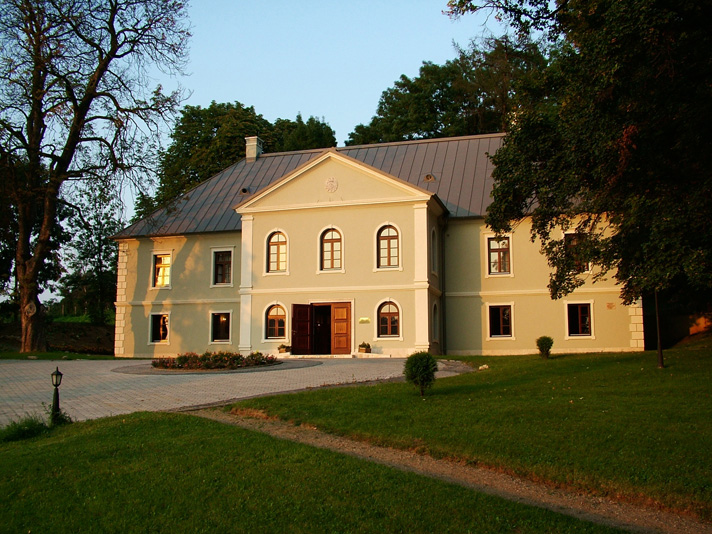
Sídlo Pallaviciniů v Pusztaradvány v Maďarsku

Pocházel ze starobylé italské šlechtické rodiny, která se během 19. století usadila mimo jiné v Čechách, na Moravě a v Uhrách. Narodil se jako mladší syn husarského důstojníka Arthura Pallaviciniho (1810–1872) a Terezie, rozené hraběnky Spaurové (1819–1902). Studoval v Šoproni a ve Vídni a v roce 1871 vstoupil do diplomatických služeb. Vystřídal nižší diplomatické posty v Berlíně, Paříži, Londýně, Bělehradě a Mnichově, v letech 1894-1899 byl velvyslaneckým radou v Petrohradě. V letech 1899–1906 byl vyslancem v Rumunsku a nakonec dlouholetým rakousko-uherským velvyslancem v Turecku (1906–1918). V roce 1911 v době nemoci Aloise Aehrenthala dočasně vedl také agendu ministerstva zahraničí. Na počátku první světové války se úspěšně zhostil důležitého úkolu, aby přivedl Osmanskou říši do války po boku centrálních mocností. Později byl kritizován, že ze své pozice doyena diplomatického sboru v Istanbulu důrazně neprotestoval proti genocidě v Arménii. V roce 1917 dostal od císaře Karla I. nabídku na funkci rakousko-uherského ministra zahraničí, kterou ale odmítl. Jeho diplomatická mise v Turecku skončila s rozpadem monarchie a od té doby žil v soukromí na svých statcích v Maďarsku. V roce 1927 byl jmenován členem Horní komory maďarského parlamentu.
Rodina Pallaviciniů vlastnila v 19. a 20. století rozsáhlé statky na Moravě a v Uhrách, samotný Johann byl majitelem menšího statku Pusztaradvány (dnes severní Maďarsko nedaleko od Košic). Ke statku patřilo přibližně 500 hektarů půdy a zámek postavený v polovině 19. století.

## Tituly a ocenění
V roce 1887 byl jmenován c. k. komořím, při nástupu do funkce velvyslance v Istanbulu obdržel v roce 1906 titul c. k. tajného rady s nárokem na oslovení Excelence.

### Rakousko-Uhersko
- velkokříž Královského uherského řádu svatého Štěpána (1918)
- velkokříž Leopoldova řádu (1908)
- Řád železné koruny I. třídy (1905)
- velkokříž Řádu Františka Josefa (1902)
- Jubilejní pamětní medaile (1898)
- komtur Řádu Františka Josefa (1897)
- rytířský kříž Leopoldova řádu (1893)

### Zahraničí
- Řád sv. Stanislava I. třídy (Rusko)
- Řád Osmanie I. třídy (Osmanská říše)
- velkokříž Řádu sv. Mořice a Lazara (Itálie)
- velkokříž Řádu rumunské hvězdy (Rumunsko)
- velkokříž Řádu rumunské koruny (Rumunsko)
- Řád červené orlice III. třídy (Německo)
- Záslužný řád bavorské koruny (Bavorsko)
- Řád sv. Michaela (Bavorsko)
- Řád Takova II. třídy (Srbsko)
- Řád bílého orla (Srbsko)

## Rodina
Během svého působení v Londýně se v roce 1879 oženil s Angličankou Georginou Reade-Crowe (1852–1936), která byla později c. k. palácovou dámou. Z manželství se narodili tři synové, kteří sloužili v c. k. armádě.
- 1. Arthur Pallavicini (14. 9. 1880 Vídeň – 23. 5. 1968 San Francisco), ⚭ (1912) Alice de la Fontaine und d'Harnoncourt-Unverzagt (3. 6. 1892 Ečka, Vojvodina, Srbsko – 13. 6. 1984), rozvedli se v roce 1923
- 2. Anton (Antal) Pallavicini (5. 10. 1881 – 24. 5. 1929)
- 3. Johann (János) Pallavicini (13. 4. 1883 Pusztaradvány – 7. 4. 1971 Heidenheim an der Brenz), ⚭ (1912) Márta Solymosy de Loós et Egervár (2. 9. 1892 – 19. 5. 1992 Cleveland)

Johannův starší bratr Eduard (Ede) Pallavicini (1845–1914) patřil k vlivným osobnostem veřejného života v Uhrách, byl též c. k. tajným radou a komořím. Mladší bratr Anton Pallavicini (1850–1916) sloužil v armádě a dosáhl hodnosti c. k. polního podmaršála.